# 大连市第四十八中学
大连市第四十八中学是辽宁省示范性高中，同时也是“国家基础教育实验中心外语教学研究中心外语实验学校”、国际AFS项目接待学校、大连市外国学生就学定点学校、全国培养体育后备人才试点学校。其前身为日本帝国大正广场国民小学。目前同美国、加拿大、韩国、日本等多国的学校建立友好学校关系。学校位于大连市沙河口区解放广场2号，占地18500平方公尺，现有24个教育学班级。配有标准实验室和体育馆，校图书馆藏书6萬餘册。校长为刘长存。

## 学校历史
1922年，日本侵略中国东北地区，在现今大连市沙河口区解放广场处建立了大正广场国民小学，此为四十八中学前身。1945年苏联出兵东北，将大正国民小学改作苏联大学堂。1962年建为大连市沙河口区群生职业学校，1946年更名为沙河口区职业中学，1965年又改名沙河口区中长工读中学。1969年正式更名大连市第四十八中学。文革时期为初中学制，78年恢复高考后改为初高中一贯制，86年改为普通高中。